# Wszyscy jesteśmy Meekhańczykami
Wszyscy jesteśmy Meekhańczykami – opowiadanie fantastyczne Roberta M. Wegnera z 2009 roku, nagrodzone Nagrodą im. Janusza A. Zajdla.
Opowiadanie ukazało się po raz pierwszy w autorskim zbiorze opowiadań „Opowieści z meekhańskiego pogranicza. Północ–Południe” wydanym przez wydawnictwo Powergraph.
W 2010 na Euroconie-Polconie w Cieszynie Robert M. Wegner otrzymał za Wszyscy jesteśmy Meekhańczykami Nagrodę im. Janusza A. Zajdla w kategorii najlepsze opowiadanie.
Opowiadanie było także publikowane w antologii Nagroda im. Janusza A. Zajdla 2010.